# Europees kampioenschap voetbal 2020 (Groep F) Portugal - Frankrijk
Dit artikel gaat over de wedstrijd in de groepsfase in groep F tussen Portugal en Frankrijk die gespeeld werd op woensdag 23 juni 2021 in de Puskás Aréna te Boedapest tijdens het Europees kampioenschap voetbal 2020. Het duel was de 35ste wedstrijd van het toernooi.

## Voorafgaand aan de wedstrijd
- Portugal stond bij aanvang van het toernooi op de vijfde plaats van de FIFA-wereldranglijst.[1] Drie Europese landen en EK-deelnemers stonden boven Portugal op die lijst. Frankrijk was op de tweede plaats terug te vinden.[2] Enkel eveneens EK-deelnemer België had een hogere positie op die lijst.
- Portugal en Frankrijk troffen elkaar voorafgaand aan deze wedstrijd al 27 keer. Portugal won zes van die wedstrijden, Frankrijk zegevierde negentien keer en tweemaal eindigde het duel onbeslist. Ook in de halve finales van het EK 1984, het EK 2000 en het WK 2006 en de finale van het EK 2016 ontmoetten deze teams elkaar. In deze eerste drie wedstrijden won Frankrijk, na de finale van het EK 2016 zegevierde Portugal.
- Voor Portugal was dit haar achtste deelname aan een EK-eindronde en de zevende op een rij. Op het EK 1992 werd Portugal kampioen. Frankrijk nam voor een tiende maal deel aan een EK-eindronde en voor de achtste op rij. Op het EK 1984 en het EK 2000 kroonde Frankrijk zich tot Europees kampioen.
- Eerder in de groepsfase won Portugal met 0–3 van Hongarije en verloor het met 2–4 van Duitsland. Frankrijk won met 1–0 van Duitsland en speelde met 1–1 gelijk tegen Hongarije. Portugal had een gelijkspel nodig om zich te verzekeren van een plaats in de achtste finales, Frankrijk had zich al geplaatst voor de volgende ronde.

## Wedstrijdgegevens[3]
| Datum                  | 23 juni 2021 | 23 juni 2021 |
| Aftrap                 | 21:00 uur | 21:00 uur |
| Wedstrijdnummer        | 35 | 35 |
| Stadion                | Puskás Aréna, Boedapest                                                                                                | Puskás Aréna, Boedapest                                                                                                |
| Toeschouwers           | 54.886 | 54.886 |
| Scheidsrechter         | Antonio Mateu Lahoz | Antonio Mateu Lahoz |
| Assistenten            | Pau Cebrián Devís Roberto del Palomar                                                                                  | Pau Cebrián Devís Roberto del Palomar                                                                                  |
| Vierde official        | Ovidiu Haţegan | Ovidiu Haţegan |
| Videoscheidsrechters   | Alejandro Hernández José María Sánchez Martínez (assistent) Iñigo Prieto (assistent) Juan Martínez Munuera (assistent) | Alejandro Hernández José María Sánchez Martínez (assistent) Iñigo Prieto (assistent) Juan Martínez Munuera (assistent) |
| Man van de wedstrijd   | Karim Benzema | Karim Benzema |
|                        | Portugal | Frankrijk |
| Doelpunten             | 2 | 2 |
| Gele kaarten           | 0 | 4 |
| Rode kaarten           | 0 | 0 |
| Wissels                | 5 | 4 |
| Schoten op doel        | 5 | 5 |
| Schoten naast doel     | 5 | 5 |
| Overtredingen          | 9 | 15 |
| Hoekschoppen           | 0 | 1 |
| Buitenspel             | 0 | 2 |
| Passnauwkeurigheid (%) | 91 | 93 |
| Balbezit (%)           | 49 | 51 |

| Portugal | 2 – 2          | Frankrijk |
| Cristiano Ronaldo 31' (pen.) Cristiano Ronaldo 60' (pen.) | goals (assist) | 45+2' Karim Benzema 47' Karim Benzema (Paul Pogba) |
| Fernando Santos | bondscoach     | Didier Deschamps |
| Rui Patrício Nélson Semedo 79' Rúben Dias Pepe Raphaël Guerreiro João Moutinho 72' Danilo 46' Renato Sanches 88' Bernardo Silva 72' Cristiano Ronaldo Diogo Jota | opstellingen   | Hugo Lloris Jules Koundé Raphaël Varane Presnel Kimpembe 46' Lucas Hernández Paul Pogba N'Golo Kanté 66' Corentin Tolisso 87' Antoine Griezmann Kylian Mbappé Karim Benzema |
| João Palhinha 46' Bruno Fernandes 72' Rúben Neves 72' Diogo Dalot 79' Sérgio Oliveira 88'                                                                        | wissels        | 46' 52' Lucas Digne 52' Adrien Rabiot 66' Kingsley Coman 87' Moussa Sissoko                                                                                                 |
| | gele kaarten   | 27' Hugo Lloris 36' Lucas Hernández 40' Antoine Griezmann 83' Presnel Kimpembe                                                                                              |
| | rode kaarten   | |